# Electrische Spoorweg-Maatschappij

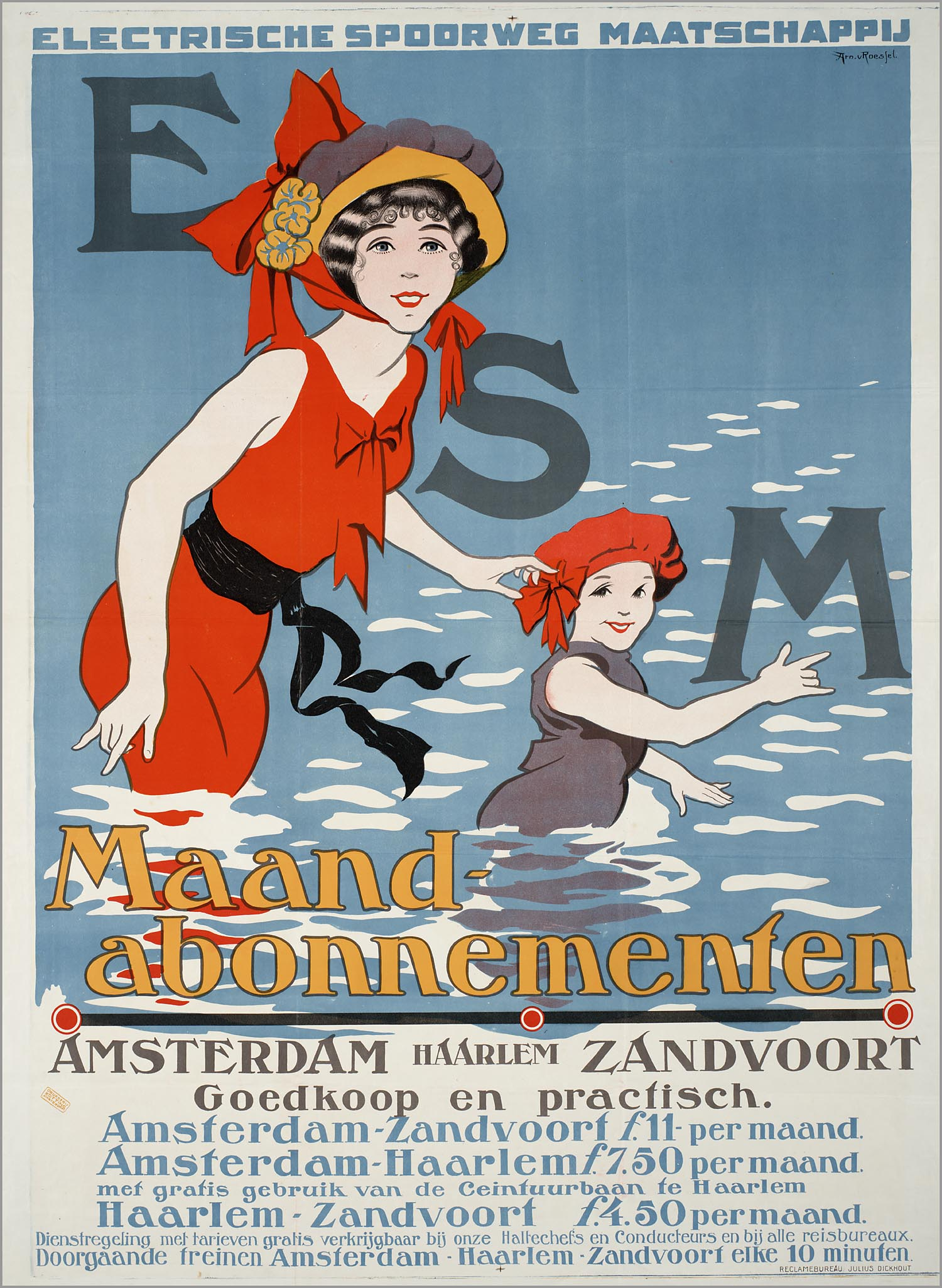
Reclame voor maandabonnementen van de Electrische Spoorweg Maatschappij.

De N.V. Electrische Spoorweg-Maatschappij (ESM) was een Nederlands trambedrijf dat tramlijnen tussen Amsterdam en Haarlem en omstreken exploiteerde. In 1946 werd de naam gewijzigd in Noord-Zuid-Hollandsche Vervoer Maatschappij.

## Geschiedenis
De naamloze vennootschap werd op 22 december 1902 te Amsterdam opgericht.
Op 1 juli 1904 werd de exploitatie overgenomen van de Eerste Nederlandsche Electrische Tram-Maatschappij (ENET), die tramlijnen in Haarlem en naar Bloemendaal en Zandvoort exploiteerde. Op 4 oktober 1904 werd de tramlijn Amsterdam – Haarlem geopend. Deze had een lengte van 19,4 km en een spoorwijdte van 1000 mm (meterspoor). Het stadstraject binnen de gemeente Amsterdam was eigendom van de Gemeentetram Amsterdam. Op een deel van dit traject lag  drierailig spoor (meterspoor en normaalspoor van de Amsterdamse tram). De lijn werd samen met het van de ENET overgenomen traject Haarlem - Zandvoort geëxploiteerd als één geheel, zodat een doorgaande lijn Amsterdam - Zandvoort ontstond die één van de drukste interlokale tramwegen in Europa was.
In 1914 werd de tramlijn van Haarlem naar Overveen geopend. In 1924 werd de exploitatie (niet het eigendom) van de ESM-tramlijnen overgedragen aan de Noord-Zuid-Hollandsche Tramweg-Maatschappij (NZHTM), die met Blauwe Trams reed. De stadstramlijn en de lijnen naar Bloemendaal en Overveen werden opgeheven tussen 1929 en 1933.
Op 20 mei 1946 werd de naam van de ESM gewijzigd in Noord-Zuid-Hollandsche Vervoer Maatschappij N.V. Deze NZHVM, gevestigd te Haarlem, nam alle maatschappijen over die tot dan toe hun lijnen door de NZHTM hadden laten exploiteren. De tramlijn Amsterdam - Zandvoort werd opgeheven op 31 augustus 1957.
Van het oorspronkelijke trammaterieel uit 1899 is een ENET-motorwagen (A37) bewaard gebleven in het NZH Vervoer Museum. Van het ESM-trammaterieel uit 1904 is aldaar een motorwagen (A14) bewaard gebleven.